# ウサバダータ
ウサバダータ（Usabhadata）は紀元前2世紀末頃に北西インドで勢力を振るったサカ人の王。

## 来歴
ディニカという男の息子として生まれた。西クシャトラパを支配したクシャハラータ朝の王ナハパーナの娘ダカミトラーを妻とし、独自に勢力を築いた。
彼の治世は彼がバラモン教教団や仏教教団などに行った寄進によって知られている。マーラヴァ人がウッタマパドラの王家を攻撃したためにその救援に赴きマーラヴァ人を撃退した。彼の経済力が巨大なものであったことはバラモン教教団や仏教教団への寄進の規模の大きさから窺い知れる。彼の碑文によれば30万頭の牛、金、16の村、8人の妻などをバラモンに与え、10万人のバラモンを1年を通じて養ったとされている。
別の碑文によれば彼は窟院を寄進し、莫大な量の資金を寄進した。その碑文にはウサバダータが送った資金がどのように教団内部で使用されたかが大雑把ではあるが記録されている。そこに住む4万人の僧侶のための衣料費、生活資金などとして使用されたほか、都市のギルドに貸し出されて運用されていたことがそこからわかる。
ウサバダータのような王による寄進は当時のインドの教団組織の主要な財源の1つであったと考えられ、彼による寄進の例は古代インドにおける宗教教団財政の一端を垣間見ることができる重要な物である。